# Sanja Bogosavljević
Sanja Bogosavljević (srbskou cyrilicí Сања Богосављевић; * 28. června 1979 Bělehrad, SR Srbsko, Socialistická federativní republika Jugoslávie, dnes Srbsko) je srbská zpěvačka a bývalá členka dívčí hudební skupiny Beauty Queens.

## Biografie
Hudbě se věnuje od osmi let, kdy se zúčastnila dětského festivalu „Zlatna sirena“ (Zlatá siréna), kde získala titul „Zlatna sirena grada Beograda“ (Zlatá siréna města Bělehradu). Ve svých deseti letech vyhrála festival „Deca pevaju hitove“ (Děti zpívají hity). Později delší dobu zpívala ve dětském sboru Rozhlasu a televize Bělehrad. Vystudovala Hudební fakultu Univerzity v Bělehradě se specializací na klavír.
Byla také členkou skupiny Diva a později členkou Blah Blah, se kterou se v roce 2006 zúčastnila srbského národního kola do Eurovision Song Contest s písní „Maler”. Skupina skončila na 10. místě a kvalifikoval společného srbsko-černohorského finále, ve kterém zaujala 22. místo V roce 2007 se skupina znovu zúčastnila Beovizije se skladbou „Ruski rulet”, avšak do finále se píseň tentokrát nedostala.
Ve roce 2007 také vystoupila jako vokalistka Marije Šerifović během Eurovision Song Contest 2007, které opanovalo právě Srbsko. Po skončení soutěže založila skupinu Beauty Queens, se kterou v tom samém roce vybojovala 2. místo na festivalu Sunčane skale s písní „Pet na jedan” a také 2. místo na festivalu v Ohridu s písní „Protiv srca”. V roce 2008 obsadila 3. místo na Beoviziji s písní „Zavet” a také 3. místo na festivalu Sunčane skale se skladbou „Ti ili on”. V roce 2009 spolu s Oscarem (Ognjenem Amidžićem) a Đorđem Marjanovićem zaujala 4. místo na Beoviziji s písní „Superstar”. V roce 2010 se skupina Beauty Queens umístila na 4. místě na festivalu Sunčane skale s písní „Dve iste”.
V roce 2011 se objevila jako vokalistka při vystoupení Niny Radojčić na Eurovision Song Contest; ve stejné roli byla i v roce 2015 při vystoupení Bojany Stamenov a v roce 2017 při vystoupení Tijany Bogićević.
V roce 2020 se s písní „Ne puštam“ zúčastnila Beovizije, srbské národního kola do Eurovision Song Contest. Dne 28. února vystoupila v prvním semifinále předvýběru jako sedmá v pořadí, ale do finále se jí postoupit nepodařilo. V roce 2022 přihlásila do srbského národního kola Pesma za Evroviziju píseň „Priđi mi“. V prvním semifinále vystoupila jako první, ale do finále se jí znovu postoupit nepodařilo.
Za svou kariéru se objevila v roli doprovodné zpěvačky po boku mnohých hudebníků ze Srbska a sousedních zemí, a to například vedle Zdravka Čoliće, Dina Merlina, Dejana Cukiće, Željka Vasiće nebo Hari Mata Hari.